# Gwijde van Namen

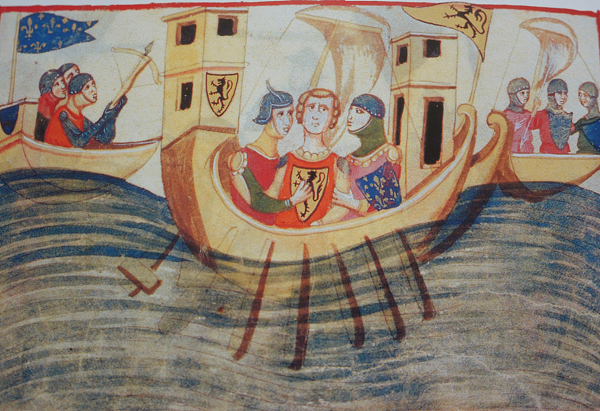
Slag bij Zierikzee

Gwijde van Namen (ca. 1272 – Pavia 13 oktober 1311), was de tweede zoon van Gwijde van Dampierre, graaf van Vlaanderen, en diens tweede vrouw Isabella van Luxemburg.
Samen met Willem van Gulik de Jongere had hij een groot aandeel in de Vlaamse Opstand en de overwinning van de Vlamingen op het Franse ridderleger in de Guldensporenslag van 11 juli 1302 in Kortrijk en de grote democratische beweging die daarop volgde. Zijn strijd tegen de Avesnes, om het graafschap Zeeland te veroveren, mislukte. Gwijde werd door de Fransen gevangengenomen tijdens de Slag bij Zierikzee (11 augustus 1304).
In mei 1305 werd hij weer vrijgelaten en hij nam daarop als maarschalk dienst in het leger van zijn oom, de Duitse koning Hendrik VII. Tijdens een tocht van de koning naar Italië (1310–1311) nam hij deel aan de belegering van Brescia (zomer 1311), waar hij besmet raakte door de de pest en kort daarop overleed. Hij was kort vóór zijn dood gehuwd met Margaretha (-1348), dochter van Theobald II van Lotharingen en had geen erfgenamen.
Zijn paardenhangertje wordt bewaard in het museum Kortrijk 1302 te Kortrijk.

## Voorouders
| Voorouders van Gwijde van Namen | Voorouders van Gwijde van Namen                                                     | Voorouders van Gwijde van Namen                                                     | Voorouders van Gwijde van Namen                                                     | Voorouders van Gwijde van Namen                                                     | Voorouders van Gwijde van Namen                                                 | Voorouders van Gwijde van Namen                                                 | Voorouders van Gwijde van Namen                                             | Voorouders van Gwijde van Namen                                             |
| ------------------------------- | ----------------------------------------------------------------------------------- | ----------------------------------------------------------------------------------- | ----------------------------------------------------------------------------------- | ----------------------------------------------------------------------------------- | ------------------------------------------------------------------------------- | ------------------------------------------------------------------------------- | --------------------------------------------------------------------------- | --------------------------------------------------------------------------- |
| Overgrootouders                 | Gwijde II van Dampierre (–1216) ∞ 1196 Mathilde I van Bourbon (1165-1228)           | Gwijde II van Dampierre (–1216) ∞ 1196 Mathilde I van Bourbon (1165-1228)           | Boudewijn I van Constantinopel (1171-1205) ∞ 1186 Maria van Champagne (1174–1204)   | Boudewijn I van Constantinopel (1171-1205) ∞ 1186 Maria van Champagne (1174–1204)   | Ermesinde II van Namen (1186-1247) ∞ 1214 Walram III van Limburg (1180-1126)(-) | Ermesinde II van Namen (1186-1247) ∞ 1214 Walram III van Limburg (1180-1126)(-) | Hendrik II van Bar (1190-1239) ∞ 1219 Filippa (1192-1242)                   | Hendrik II van Bar (1190-1239) ∞ 1219 Filippa (1192-1242)                   |
| Grootouders                     | Willem II van Dampierre (1196-1231) ∞ 1223 Margaretha II van Vlaanderen (1202-1280) | Willem II van Dampierre (1196-1231) ∞ 1223 Margaretha II van Vlaanderen (1202-1280) | Willem II van Dampierre (1196-1231) ∞ 1223 Margaretha II van Vlaanderen (1202-1280) | Willem II van Dampierre (1196-1231) ∞ 1223 Margaretha II van Vlaanderen (1202-1280) | Hendrik V van Luxemburg (1216-1281 ∞ 1240 Margaretha van Bar (1220-1275)        | Hendrik V van Luxemburg (1216-1281 ∞ 1240 Margaretha van Bar (1220-1275)        | Hendrik V van Luxemburg (1216-1281 ∞ 1240 Margaretha van Bar (1220-1275)    | Hendrik V van Luxemburg (1216-1281 ∞ 1240 Margaretha van Bar (1220-1275)    |
| Ouders                          | Gwijde van Dampierre (±1226-1305) ∞ 1265 Isabella van Luxemburg (1247-1289)         | Gwijde van Dampierre (±1226-1305) ∞ 1265 Isabella van Luxemburg (1247-1289)         | Gwijde van Dampierre (±1226-1305) ∞ 1265 Isabella van Luxemburg (1247-1289)         | Gwijde van Dampierre (±1226-1305) ∞ 1265 Isabella van Luxemburg (1247-1289)         | Gwijde van Dampierre (±1226-1305) ∞ 1265 Isabella van Luxemburg (1247-1289)     | Gwijde van Dampierre (±1226-1305) ∞ 1265 Isabella van Luxemburg (1247-1289)     | Gwijde van Dampierre (±1226-1305) ∞ 1265 Isabella van Luxemburg (1247-1289) | Gwijde van Dampierre (±1226-1305) ∞ 1265 Isabella van Luxemburg (1247-1289) |
| Gwijde van Namen (1272–1311)    |                                                                                     |                                                                                     |                                                                                     |                                                                                     |                                                                                 |                                                                                 |                                                                             |                                                                             |